# کلی هرینگتون
کلی هرینگتون (انگلیسی: Kellie Harrington; ۱۱ دسامبر ۱۹۸۹) بوکسور زن اهل جمهوری ایرلند است.